# 황종희
황종희(黃宗羲, 1610년 ~ 1695년)는 중국 명말 청초의 학자이자 사상가이다. 저장 위야오 현 출신이며, 자는 태충(太沖), 호는 남뢰(南雷)·이주(梨州)이다.

## 생애
부친 황존소는 동림당원으로, 황종희가 소년 시절에 환관 위충현의 모진 탄압으로 인하여 옥사하였다. 이와 같은 환경은 멸망, 극도의 정치불안 속에서 그의 사상과 행동에 일찍부터 강한 정치적 색채를 띠게 하였다. 청년시대, 소동림(小東林)으로 불리는 문학적 결사인 ‘복사(復社)’에 참가하고 정의한으로서의 면목을 발휘하였다. 이자성의 반란으로 명나라가 멸망하고 중국이 혼란한 틈을 타 청군이 침입하자, 그는 향리의 자제들을 규합하여 항전하였으나 실패하였고, 그 후에도 반청(反淸) 지하운동을 계속하였다. 그러나 청조의 중국 지배가 확립되고 명조 부활의 희망이 없어지자 그는 향리로 돌아가서 학자 생활에 전념하였다. 그는 강희제가 전대의 명조 유신을 회유 우대하기 위하여 1678년(강희 17년)에 행한 박학홍유(博學鴻儒)로 추거(推擧)함을 거절했으며, 또한 동년 명사관(明史館)의 초빙에도 응하지 않은 채 절조를 지켜 이민족 왕조에 벼슬하지 않았다. 그러나 시간이 지나자 청조의 연호를 사용하였고 자식이나 제자가 청조의 관리가 되는 것을 말리지 않을 뿐더러 차라리 본인도 청나라 조정에서 제공하는 향리 태수 직책을 받는 등 청나라에 한결 유화된 태도를 보이기도 했다.
옛 송나라 유학자 호안국(胡安國)의 후예 학파를 자처한 그는 결국 부친의 유언에 따라 유종주(劉宗周)를 스승으로 삼아, 양명학의 전통을 승계하였으나 공리공론을 배제하며 객관적 사실을 중히 여겼다. 또한 사학에도 전심하여 경학사학(經學史學)의 겸수(兼修)에 의한 경세치용(經世致用)의 학풍을 개발하여 청조의 학문에 큰 영향을 주었다. 저서에는 《명이대방록》(明夷待訪錄), 《명유학안》(明儒學案), 《송원학안》(宋元學案), 《역학상수론》(易學象數論) 등이 있고, 그가 이룬 ‘절동학파’(浙東學派, 절강(浙江)의 동(東)에서 나온 학파라는 뜻)에서 만사동(萬斯同), 전조망(全祖望), 장학성(章學誠) 등의 우수한 사학자가 나왔다.

## 저서

### 《명이대방록》
1663년(강희 2년)에 나온 1권짜리 정치론 책이다. 명이(明夷)라는 것은 역(易)의 괘명(卦名)으로서 ‘밝은 것이(明) 손상된다(夷)’를 뜻하며, 현명한 신하가 어리석은 군주 밑에서 명지(明知)를 표현하지 못하는 것과 같은 사상(事象)을 가리킨다. 대방(待訪)이란 명군(明君)이 나타나서 유덕(有德)한 선비에게 천하를 통치하는 대법(大法)을 묻고자 그 내방(來訪)을 기다림을 뜻한다. 황종희는 지금은 명이에 해당하는 세상이나, 장차 명군의 출현에 의하여 유덕한 선비의 치세대법(治世大法)이 소생하리라는 기대하에 본서를 이와 같이 명칭했다.
내용은 원군(原君)·원신(原臣)·원법(原法)·치상(置相)·학교(學校)·취사(取士) (2編)·건도(建都)·방진(方鎭)·전제(田制) (3編)·병제(兵制) (3編)·재계(財計) (3編)·서리(胥吏)·엄관(奄官) (2編)의 13목 21편으로 되어 있고, 각목(各目)을 통하여 명대 전제 체제의 악폐가 통렬하게 비판하고, 그의 이상과 그것이 실현되기 위한 구체적 정책론을 펴고 있다. 본서는 과거의 역사에 대한 광범한 지식에 근거하여 저술된 것으로서, 독선적인 군주전제를 반대하고 인민을 위한 정치를 강조한 점에서 혁명적이라고도 할 만한 성격을 갖고 있다. 후에 청말의 개량파(改良派), 혁명파(革命派)는 이것을 프랑스의 루소에도 비교할 만한 민주주의, 혁명주의의 저서로 크게 취급하여 황종희를 ‘중국의 루소’라 불렀다.

### 《명유학안》
전체 62권으로서 1676년(강희 15년) 이후에 완성되었다. 명1대(明一代)에 강학(講學：禪宗的인 直觀을 중히 여기고 문답이나 강연식으로 학문을 논하는 학풍)의 제가(諸家)의 문집(文集)·어록(語錄)을 탐구하고, 그 학문의 계통을 변별하여 본서에 수록하였다.
내용은 오여필(吳與弼)로부터 유종주까지의 196인의 학자를 숭인학안(崇仁學案)·백사학안(白沙學案)·하동학안(河東學案)·삼원(三原)학안·요강(姚江)학안·절중왕문(浙中王門) 학안·강우왕문(江右王門)학안·남중왕문(南中王門)학안·북방왕문(北方王門)학안·민월왕문학안·지수(止修)학안·태주(泰州)학안·감천(甘泉)학안·제유(諸儒)학안·동림(東林)학안·즙산 학안의 16학안(學案)으로 나누어, 각 학자에 대하여 각기 학안의 처음에 그 전기를 기술하고 다음에 학설을 요약하고 최후에는 비판을 첨가하는 형식을 취하였다. 형식으로서는 각 학자의 학설을 평범하게 나열한 것처럼 보이지만, 그 선택이나 배열 속에 그들의 학문에 대한 황종희의 평가가 보인다. 본서 이전에 이미 동종의 저작으로서 주여등(周汝登)의 《성학종전》(聖學宗傳, 明末), 손기봉(孫奇逢)의 《이학종전(理學宗傳)》(淸初)이 있었으나 황종희는 이것들에 불비한 점이 많았기 때문에 본서를 저작한 것인데, 중국 최초의 체계적 학술서로서 정평이 있다.

## 참고 문헌
- 황쭝시 - 두산세계대백과사전
- “황종희”. 《네이버캐스트》.
- 황종희 『명이대방록』 / 강중기 pdf